# Marcel Perrin (aviateur)
Pour les articles homonymes, voir Marcel Perrin.
Marcel Perrin, né le 18 août 1919 à Verneuil (Cher) et mort en service aérien commandé le 27 avril 1957 à Melun-Villaroche (Seine-et-Marne), était un aviateur français.

## Biographie
Il fut pilote de chasse au sein du Régiment de chasse Normandie-Niémen durant la Seconde Guerre mondiale, et devint un des as de l'aviation français, avec 13 victoires aériennes homologuées.
La paix revenue, il devient pilote d'essai mais trouve la mort le 26 avril 1957 sur la base de Melun-Villaroche avec les quatre autres membres de l'équipage de l'avion de transport militaire Nord 2501 Noratlas n° 40 lors d'essais d'approche sous très forte pente.